# トリはタフなり
『トリはタフなり』（原題：It's Tough to Be a Bird）は、1969年12月10日に公開されたウォルト・ディズニー・プロダクション製作の実写、アニメの短編映画。カラー、スタンダード。スペシャル・アニメの一作品。

## 解説
鳥類が人類にした貢献と、先史時代から現在に至るまでの生存をかけた終わりなき戦いの物語。全体を通してユーモラスなシーンがある壮大な争いの中ではノスリでさえも敬意を払われる。

## スタッフ
- 製作総指揮：ロイ・O・ディズニー
- 製作：ドン・B・テータム
- 脚本：テッド・バーマン、ウォード・キンボール
- 音楽：ジョージ・ブランズ
- レイアウト：ジョー・ヘイル
- 原画：エリック・ラーソン、アート・スティーブンス
- 編集：ロイド・L・リチャードソン
- 監督：ウォード・キンボール

## キャスト

### 配役
- 鳥の愛好家：ジョン・エマーソン、ジム・スウェイン、アン・ロード、ハンク・シュロス、ウォルター・パーキンス、ロルフ・ダルボ

### 声の出演
- ソプラノ：ルース・ブッツィ
- ナレーション：リチャード・バカリアン

## 受賞歴
- 1970年 - 第42回アカデミー賞短編アニメ賞受賞。